# Кузнецов, Юрий Константинович
Юрий Константинович Кузнецов (2 августа 1931, Баку, Азербайджанская ССР, СССР — 4 марта 2016) — советский футболист, нападающий и тренер. Мастер спорта СССР (1956). Заслуженный мастер спорта СССР (1962).

## Биография
Родился в семье известного бакинского футболиста, затем тренера команд «Темп» и «Динамо» в 30-40 х годах Константина Петровича Кузнецова.
Начал выступать в юношеской команде «Трудовых резервов» в чемпионате Баку. Позднее учился в Кировабаде в техникуме физкультуры и играл за местное «Динамо». В 1952—1955 годах играл в команде Класса «Б» «Нефтяник» Баку. В конце 1954 года Кузнецов был включён в состав команды, выезжавшей на сбор и матчи в Индию, в 1955 году сыграл за второй состав сборной. В начале 1955 года получил приглашение играть в «Торпедо» Москва, но отказался и вернулся в Баку, а в августе перешёл в московское «Динамо». Из-за многочисленных травм сыграл за 4,5 сезона всего 22 матча, но смог забить в них 13 голов. Чемпион СССР 1955, 1957 и 1959 годов. В 1959 году был признан лучшим центрфорвардом чемпионата, хотя провёл только 6 матчей и забил 5 мячей. В 1960 вернулся в Баку, где отыграл 6 сезонов до окончания карьеры.
В списке 33 лучших футболистов сезона в СССР 2 раза: 1955 — 3 место, 1959 — 1 место.
В феврале 1955 провёл два неофициальных матча в составе сборной СССР против Индии, став первым футболистом, взятым в сборную из команды первой лиги. В августе-сентябре провёл три официальных матча, забил три гола.
Тренировал «Динамо», польскую «Гвардию», «Нефтчи». Работал тренером и завучем ЦПФ ФК «Динамо».
Скончался 4 марта 2016 года.
Сын — Александр. Играл на юношеском уровне за московское «Динамо» и сборную СССР. С 2006 года на работе в «Динамо», с 2013 — директор академии «Динамо» имени Льва Яшина.

## Награды
- Премия имени Гейдара Алиева (2015 год, Всероссийский азербайджанский конгресс)[6].